# Africaleurodes pauliani
Africaleurodes pauliani là một loài côn trùng cánh nửa trong họ Aleyrodidae, phân họ Aleyrodinae.
Africaleurodes pauliani được Cohic miêu tả khoa học đầu tiên năm 1968.